# Organisation de l'United States Marine Corps

Le Corps des Marines des États-Unis est organisé au sein du département de la Marine, qui est dirigé par le secrétaire de la Marine (SECNAV). L'officier le plus haut gradé des Marines est le commandant du Corps des Marines, chargé d'organiser, de recruter, de former et d'équiper le Corps des Marines afin qu'il soit prêt à fonctionner sous le commandement des commandants d'unités de combat unifiées. Le Corps des Marines est organisé en quatre subdivisions principales: le quartier général du Corps, les Forces opérationnelles, l'Établissement de soutien et la Réserve des Forces maritimes. 
Les forces opérationnelles sont en outre subdivisées en trois catégories: les forces marines affectées aux commandements de combat unifié, les forces de sécurité du Corps des marines qui gardent les installations navales et les détachements de gardes de la sécurité des Marines dans les ambassades américaines. En vertu de la note de service Forces for Unified Commands, des forces de Marines sont affectées à chacun des commandements de combattants unifiés régionaux à la discrétion du secrétaire à la Défense et avec l'approbation du président. Depuis 1991, le Corps des Marines a maintenu le quartier général de la composante dans chacun des commandements de combattants unifiés régionaux. 
Les forces du Corps des Marines sont en outre divisées en Commandement des Forces des Marines (composé du II Marine Expeditionary Force ) et du Marine Forces Pacific (I Marine Expeditionary Force et III Marine Expeditionary Force). Le commandant du premier est également le commandant général pour la Force navale de la flotte de l’Atlantique, les forces du Corps des Marines en Europe, les forces du Corps des Marines du Sud, les forces du Corps des Marines de l'Est. Tandis que le commandant du second dirige aussi la Fleet Marine Force, Pacific, le Marine Forces Central Command et les installations du Marine Corps de l'Ouest. 
L'établissement de soutien comprend le Combat Development Command, les Recruit Depots, le Marine Corps Logistics Command, les Marine Bases & Air Stations, le Marine Corps Recruiting Command ainsi que le United States Marine Band. 

## Relation avec d'autres forces armées
Étant donné que le Corps des Marines américain et l'armée américaine imaginent tous deux que leurs capacités de combat se chevauchent et se concurrencent, ils ont tous deux historiquement considéré l'autre branche comme empiétant sur leurs propres capacités. Les deux branches sont donc en compétition pour l'attribution de budget, les missions et la renommée. Plus important encore, au lendemain de la Seconde Guerre mondiale, les efforts de l'Armée de terre pour restructurer l'organisation de la défense américaine ont impliqué la dissolution du Marine Corps et la répartition de ses compétences  dans les autres services. À la tête de ce mouvement, il y avait des officiers de l'armée de renom tels que le général Dwight Eisenhower, qui devint plus tard président des États-Unis, ainsi que le chef d'état-major de l'armée, George C. Marshall. 
Le Marine Corps est une branche du département de la Marine avec l'US Navy. Le chef des opérations navales (CNO) et le commandant du Corps des Marines (CMC), chefs de leurs services respectifs, relèvent directement du secrétaire à la Marine (SECNAV). En conséquence, la Marine et le Marine Corps ont des relations étroites, plus encore qu'avec d'autres branches des Forces armées américaines. Des livres blancs récents ainsi que de la documentation promotionnelle ont couramment utilisé l'expression «tandem Marine-Marine Corps»,. Cette relation découle du fait que la Marine fournit des services de transport, logistiques, médicaux et religieux ainsi qu'un soutien au combat pour amener les unités des Marines au combat là où elles sont nécessaires. Inversement, les Marines sont chargés de mener des opérations terrestres pour soutenir les campagnes navales, y compris la saisie des bases navales et aériennes de l'ennemi. Tous les programmes d'aviation des Marines, à l'exception des programmes spécifiques de commandement et de contrôle et de défense aérienne, sont financés par la Marine. Les officiers du Corps des Marines sont affectés au bureau du chef des opérations navales (OPNAV), branche de la guerre aérienne (N98) pour représenter les intérêts de l'aviation des Marines et servir d' "officiers d'action" (à savoir, les membres du personnel). Par mandat du Congrès, le directeur de l'OPNAV, branche de la guerre expéditionnaire (N95) est occupé par un général des Marines. 
Le Marine Corps coopère avec la Marine sur de nombreux services de soutien institutionnel. Le corps reçoit une partie importante de ses officiers de l'Académie navale des États-Unis et du Corps de formation des officiers de réserve de la Marine (NROTC), qui sont partiellement encadrés par les Marines. Les instructeurs du Corps des Marines contribuent à la formation des officiers de marine à l'école des officiers. Les aviateurs des Marines participent au cursus de formation de l'aviation navale et utilisent des écoles d'armes navales et de pilotes d'essai. À l'heure actuelle, les porte-avions embarquent une escadrille de Hornet des Marines aux côtés des escadrilles de la marine. L'équipe de vol des Blue Angels de la Marine comprend au moins un pilote des Marines et est appuyée par un aéronef et un équipage de C-130 Hercules des Marines. 
Étant donné que les Marines ne forment pas d'aumôniers ou de personnel médical, ce sont du personnel de la Navy qui occupent ces fonctions. Certains de ces marins, en particulier les hommes de corps de santé, portent généralement des uniformes de marine arborant l'insigne des Marines mais une plaquette patronymique de l'US Navy afin de se distinguer de leurs camarades, tout en restant non reconnaissables par les ennemis. Les Marines opèrent également une équipe de sécurité de réseau conjointement avec la Marine. Les Marines et les marins partagent la grande majorité des décorations spécifiques aux branches, les Marines gagnant la croix de Marine, la plus haute distinction décernée après la médaille d'honneur (que les Marines reçoivent également, dans la version marine de la médaille d'honneur), et d'autres comme des médailles. Il y a aussi un quelques cas de Marines récipiendaires de la médaille de bonne conduite de la Marine.

## Marine Air-Ground Task Force (MAGTF)

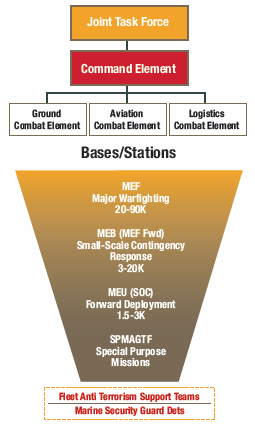
Structure de base d'un Marine Air-Ground Task Force

Aujourd'hui, le cadre de base des unités des Marines déployables est le Marine Air-Ground Task Force (MAGTF), une structure flexible dont la taille peut varier. Un MAGTF est composé de quatre éléments: l'élément de commandement (CE), l'élément de combat au sol (GCE), l'élément de combat aérien (ACE) et l'élément de combat logistique (LCE). Un MAGTF peut opérer indépendamment ou au sein d'une coalition plus large. Il s'agit d'une organisation temporaire créée pour une mission spécifique et dissoute après l'achèvement de cette mission. 
La structure du MAGTF reflète une forte tradition au sein du Corps vers l'autosuffisance et un engagement combinés (troupes aux sols, appuis aérien et marine), deux atouts essentiels pour une force expéditionnaire souvent appelée à agir de manière indépendante dans des situations discrètes et urgentes. L'histoire du Corps des Marines a également conduit à une méfiance à trop compter sur ses services sœurs, et à des opérations conjointes en général[réf. nécessaire]. 
Quelle que soit la taille d'une MAGTF, les composants sont identiques, variant uniquement par la taille:
- Élément de commandement ou CE
- Élément de combat aérien ou ACE (un escadron composite organisé avec une variété d'aéronefs)
- Élément de combat au sol ou GCE (basé sur une unité d'infanterie organisée en fonction des tâches et renforcée par d'autres éléments organiques tels que des blindés, de l'artillerie et des sapeurs)
- Élément de combat logistique ou LCE (fournit les six domaines fonctionnels de soutien des services de combat à l'UEM).

La taille d'un MAGTF varie du plus petit, une Marine Expeditionary Unit (MEU), basée autour d'un bataillon d'infanterie renforcé et d'un escadron composite, jusqu'au plus grand, une Marine Expeditionary Force (MEF), qui relie une division, une escadrille aérienne et un groupe logistique relevant d'un groupe de quartier-général de MEF. 
Les désignations de Marine Expeditionary Unit (MEU) et Marine Expeditionary Force (MEF) sont propres au Corps des Marines. La MEU est la plus petite MAGTF et comprend environ 2 200 personnes. La MEF est le niveau de commandement tactique du Marine Corps équivalent à un corps d'armée.  

### Marine Expeditionary Unit (MEU)
Chacune des sept MEU est affectée à une flotte de la Marine en tant que composantes de la Fleet Marine Force : trois à la flotte de l'Atlantique (basée à Camp Lejeune) et quatre à la flotte du Pacifique (trois basées au Camp Pendleton et une à Okinawa). Chacune est commandée par un colonel ayant une formation en armes de combat donc, fantassin ou aviateur. Les éléments de la MEU sont constitués d'un élément de commandement, d'un élément de combat au sol, d'un élément de combat aérien et d'un élément de combat logistique commandés chacun par un lieutenant-colonel. Les rotations des MEU sont échelonnées de sorte que pendant qu'une MEU est en déploiement, une autre s'entraîne à se déployer, et une se retire pour se remettre en conditions. Chaque MEU est formée au cours de son évolution pour effectuer des tâches d'opérations spéciales, puis est désignée comme MEU (SOC). Chaque MEU peut adapter son équipement aux tâches attendues. 
Elle se compose d'une équipe de débarquement de bataillon (BLT), d'un bataillon d'infanterie renforcé, en tant que GCE et d'un escadron aérien des Marines (VMM), ainsi que des unités de soutien aérien, en tant qu'ACE. L'élément de combat logistique de la MEU est une version à l'échelle de la compagnie du groupe de quartier général du bataillon du MEB.
En règle générale, une MEU tombe sous le contrôle opérationnel de d'un groupe de frappe expéditionnaire (qui a remplacé le groupe amphibie), composé de navires amphibies de la Marine («classe L») (un LHD ou LHA pour servir de navire amiral de l'escadron amphibie, LSD (s) et LPD (s) qui embarquent la MEU), de navires d'escorte (tels qu'un destroyer de classe Arleigh Burke, d'un croiseur de classe Ticonderoga et d'un sous-marin de la classe Los Angeles) et les véhicules de débarquement nécessaires pour transporter le MEU à terre, tels que le LCAC, les engins de surface du LCU, le véhicule d'assaut amphibie (bien que le MEU puisse utiliser ses moyens de levage pour hélicoptères embarqués à bord du LHD ou du LHA). Le commandant de la composante théâtre peut utiliser l'ESG dans son intégralité ou détacher des unités selon les besoins, bien que la MEU reste généralement à bord des navires de l'ESG pour l'utiliser comme principale base d'opérations. Cette capacité à rester en mer et "à l'horizon" jusqu'à ce qu'elle soit appelée est une capacité unique de l'ESG / MEU. 

### Marine Expeditionary Brigade (MEB)
La notion de brigade est uniquement utilisée par le Corps des Marines sous la forme d'une Brigade expéditionnaire des Marines (MEB), l'une Force opérationnelle maritime au sol de taille intermédiaire (MAGTF). La MEB est généralement commandée par un général de brigade en tant que CG, assisté par un colonel en tant que chef d'état-major (CoS) qui est "à double casquette" en tant que commandant en second de la MEB. La MEB se compose de trois éléments de combat équivalents de la taille d'un régiment (terrestre, aérien et logistique) et d'un élément de quartier général de la taille d'un bataillon.  
L'élément de combat au sol (GCE) se compose d'une équipe de combat régimentaire (RCT), qui est un régiment d'infanterie fortement renforcé (y compris par de l'artillerie de campagne, une unité de reconnaissance, d'assaut amphibie, de chars, de reconnaissance blindée légère ainsi que des unités de génie combat). C'est un peu la même structure qu'une équipe de combat de la brigade d'infanterie de l'armée américaine.  
L'élément de combat aérien ou aéronautique (ACE) se compose d'un groupe aéronautique maritime composite comprenant plusieurs escadrons et / ou détachements d'hélicoptères, de rotors basculants, de voilures fixes et d'UAV, ainsi que du soutien au sol de l'aviation, du commandement et du contrôle, et de l'air unités de défense. Le MAG est à peu près équivalent quant au nombre d'avions et de personnel à une brigade d'aviation de combat de l'armée américaine.  
L'élément logistique de combat (LCE) se compose d'un régiment de logistique de combat (CLR) composé de bataillons de logistique de combat (CLB), ainsi que de compagnies et de détachements logistiques spécialisés pour soutenir le MAGTF.  
Le quartier général, ou élément de commandement (CE), se compose de compagnies et de détachements spécialisés qui remplissent diverses fonctions de commandement, de contrôle, de communication, de surveillance, de reconnaissance, de renseignement, d'application de la loi et de liaison. 

### Marine Expeditionary Force (MEF)
La MEF a un lieutenant général en tant que CG avec un général de division en tant que CG adjoint. La MEF se compose d'une division des Marines en tant que GCE, d'une escadre d'aéronefs en tant qu'ACE, d'un groupe de logistique des Marines en tant que LCE ains que d'un groupe de quartiers généraux de taille régimentaire (MEF HQG) en tant que CE. 
Les bataillons et les unités plus importantes commandées ont un officier exécutif en tant que commandant en second et un état-major composé de personnels chargés de l'administration et de la gestion du personnel (S-1), de renseignement (S-2), des opérations, plans et formation (S-3), de la logistique (S-4), des affaires civiles (en temps de guerre uniquement) (S-5) et de communications (S-6). Les unités commandées par un officier général ont un chef d'état-major et un état-major dont les sections d'état-major sont désignées G-1, G-2, etc. Les bataillons et les unités plus importantes remplacent le premier sergent de la compagnie (et de la batterie) par un sergent-major, en tant que conseiller principal du commandant de l'unité. 
Les trois forces expéditionnaires des Marines sont: 
- I Marine Expeditionary Force situé au Camp Pendleton, Californie
- II Marine Expeditionary Force situé au Camp Lejeune, Caroline du Nord
- III Marine Expeditionary Force situé au Camp Courtney, Okinawa, Japon

Les quatre divisions de marines sont: 
- 1re division de Marines au Camp Pendleton, Californie
- 2e division de Marines au Camp Lejeune, Caroline du Nord
- 3e division de Marines au Camp Courtney à Okinawa, Japon
- 4e division de Marines, unité de réserve basée à La Nouvelle-Orléans, en Louisiane, avec des unités disséminées à travers les États-Unis.

Pendant la Seconde Guerre mondiale, deux autres divisions marines ont été dissoutes après la guerre: les 5e et 6e, qui ont combattu pendant la guerre du Pacifique. La 5e division de Marines a été réactivée pour servir au Vietnam, mais a été dissoute à nouveau au début des années 1970.

### Éléments de combat au sol (GCE)
L'organisation de base des unités d'infanterie du Marine Corps suit la «règle des trois», qui place trois subordonnés sous un commandant, sans compter les éléments de soutien. L'organisation et les armes sont conformes à la norme TOE (Marine Corps Table of Organization and Equipment). Notez que ce sont des principes, mais selon les besoins en personnel et en mission, les unités peuvent s'écarter de la TOE (par exemple, avec quatre unités subordonnées au lieu de trois, ou un commandant qui a un grade supérieur ou inférieur au grade spécifié). Les unités de soutien auront leur propre organisation et leur propre équipement, mais suivront généralement la « règle des trois. » 

#### Différentes unités
- Une équipe feu, est l'élément de base du GCE. Elle se compose de quatre Marines: le chef d'équipe, caporal (E-4) (M4 / M16 avec M203), un carabinier, grade de Pvt / E-1 (M4 / M16), un carabinier automatique adjoint, grade de PFC / E-2 (M4 / M16) et un carabinier automatique, grade de LCpl / E-3 (fusil automatique d'infanterie M27 ou mitrailleuse légère M249).
- Un groupe de feu, généralement dirigé par un sergent, est composé de trois équipes feu identiques.
- Un peloton (section de combat), commandé par un sous-lieutenant ou un 1er lieutenant, se compose de trois groupes de feu et d'un élément de commandent composé du commandant de peloton, d'un sergent de peloton, d'un guide de peloton et d'un messager. Un ou plusieurs Navy Medical Corpsman sont généralement attachés au peloton du peloton médical du bataillon en tant que personnels paramédicaux. Le sergent de section, généralement un sergent-chef, conseille le commandant et sert de commandant en second. Le guide de section, généralement un sergent, sert de sergent adjoint de section. Un groupe de feu est capable d'intégrer des renforts du peloton d'armes (pe Peloton d'assaut ou peloton de mitrailleuses) et peut comprendre une équipe d'observateurs avancés de mortier de deux hommes rattachée au peloton de mortier de 81 mm du bataillon.

- Un peloton d'armes (section d'appui), généralement commandée par un sous-lieutenant assisté d'un sergent d'artillerie en tant que sergent de peloton, fournira aux sections de combat[8],[9]: 
  - un  groupe mortier de 60 mm, avec un sergent-chef comme chef de groupe et composé de trois pièces mortier, chaque escouade étant dirigée par un caporal comme chef d'escouade et contenant un mortier M224 et trois Marines ;
  - un groupe d'assaut, dirigée par un sergent en tant que chef de groupe et composé de trois escouades d'assaut, chaque escouade étant dirigée par un caporal et comprenant deux équipes, chaque équipe étant composée d'un SMAW et de deux Marines;
  - un groupe de mitrailleuses, dirigé par un sergent-chef en tant que chef de groupe et composé de trois escouades de mitrailleuses, chaque escouade étant dirigée par un sergent en tant que chef d'escouade et contenant deux équipes, chaque équipe dirigée par un caporal en tant que chef d'équipe et en contenant une M240G et trois Marines.

- Une compagnie d'infanterie, commandée par un capitaine en tant que commandant (CO) et assistée par un 1er lieutenant en tant que chef de la compagnie (XO) qui sert de commandant en second, se compose de trois sections de combat, d'une section d'appuis et d'un groupe de commandement, qui, en plus des deux officiers, comprend le premier sergent, le sergent d'artillerie de la compagnie, le sous-officier des biens et un messager / chauffeur.

- Une compagnie d'appuis, commandée par un major et assistée d'un capitaine comme XO, fournira une section de mortier de 81 mm, une section anti-char et une section  de mitrailleuses lourdes. Eu égard aux exigences de formation plus poussées et aux considérations tactiques compliquées rendues nécessaires par les armes servies, les commandants de section sont généralement des lieutenants et les sergents de peloton sont des sergents d'artillerie. Le groupe de commandement comprend un sergent-chef en tant que chef des opérations (au lieu du sergent d'artillerie de la compagnie) et un messager / chauffeur supplémentaire.

- Un quartier général et une compagnie de commandement, commandés par un capitaine et assisté d'un sous-lieutenant en tant que XO, contiennent le quartier général du bataillon, qui comprend la section de commandement (y compris le bataillon CO, le bataillon XO et le sergent-major), le personnel de commandement des sections (S-1, S-2, S-3, S-4 et S-6) et l'aumônier. La compagnie comprend une section de commandement, une section de tireurs d'élite, une section de communications, une section de service et une section médicale.

- Un bataillon d'infanterie, commandé par un lieutenant-colonel, assisté par un major en tant que bataillon XO, se compose de trois compagnies de fusiliers, d'une compagnie d'appuis et d'un quartier général et d'une compagnie de services.

- Un régiment d'infanterie, commandé par un colonel, assisté d'un lieutenant-colonel en tant que régiment XO, se compose de trois bataillons et d'une compagnie de quartier général régimentaire.

- Une division des Marines, commandée par un général de division commandant (CG), assisté par un général de brigade en tant que commandant de division adjoint, se compose généralement de trois régiments d'infanterie, d'un régiment d'artillerie, de plusieurs bataillons distincts (reconnaissance, assaut amphibie, chars, reconnaissance blindée légère et sapeurs de combat) et un bataillon de quartier général.

#### Élément de combat aérien (ACE)
La mission de l'aviation du Corps des Marines est de fournir au commandant du MAGTF un élément de combat aérien (ACE) capable de mener des opérations aériennes à l'appui de la saisie et de la défense de bases navales avancées et de mener les opérations terrestres qui peuvent être dirigées par la Force interarmées le commandant. 
L'ACE soutient le MAGTF en fournissant les six fonctions de l'aviation maritime: soutien aux assauts, guerre antiaérienne, soutien aérien offensif, guerre électronique, contrôle des avions et des missiles et reconnaissance aérienne . 
Les unités d'aviation sont organisées en: 
- Escadrilles de 5 à 27 avions (selon le type d'avion), organisés tactiquement en sections de 2 à 3 avions et divisions de 2 à 3 sections, selon les besoins de la mission (les escadrons peuvent également être organisés avec un ou plusieurs détachements, contenant deux ou plus d'aéronefs, pour les besoins de déploiement), commandé par un lieutenant-colonel
- Des groupes de 4 à 12 escadrons (en moyenne 7 escadrons par groupe) et un quartier général de groupe, commandé par un colonel
- Wings (escadres) de deux ou plusieurs groupes d'aéronefs des Marines (MAG), un groupe de contrôle aérien des Marines et un escadron de quartier général de l'escadre de Marine, et un quartier général de l'escadre de Marine, commandés par un général de division avec un général de brigade comme commandant adjoint de l'escadre.

Les quatre escadres d'aviation des Marines sont: 
- 1st Marine Aircraft Wing à Marine Corps Base Camp Smedley D. Butler, Okinawa, Japon
- 2nd Marine Aircraft Wing à Marine Corps Air Station Cherry Point, Caroline du Nord
- 3rd Marine Aircraft Wing à Marine Corps Air Station Miramar, Californie
- 4th Marine Aircraft Wing, une unité de réserve, basée à La Nouvelle-Orléans, Louisiane.

#### Élément de combat logistique (LCE)
Au-delà de la logistique (c.-à-d. Transport, approvisionnement et entretien), le LCE fournit un soutien aux sapeurs (c.-à-d. Équipement lourd, carburant et eau en vrac, services publics, pontage, élimination des explosifs et renfort pour les unités du génie de combat), personnel médical et dentaire. et d'autres unités spécialisées (p. ex., soutien aérien à la livraison et à l'atterrissage). 
Les quatre groupes logistiques des Marines sont: 
- 1er groupe de logistique maritime au camp Pendleton, Californie
- 2e Groupe de logistique maritime au camp Lejeune, Caroline du Nord
- 3e Groupe de logistique maritime au camp Kinser, Okinawa, Japon
- 4e Marine Logistics Group, une unité de réserve, dont le siège est à La Nouvelle-Orléans, avec des unités dispersées à travers les États-Unis.

## Composantes des opérations spéciales du Marine Corps
Bien que la notion d'une contribution de guerre spéciale des Marines au US Special Operations Command (USSOCOM) ait été envisagée dès la fondation de l'USSOCOM dans les années 1980, le Marine Corps s'y est opposé. Ensuite, le commandant Paul X. Kelley a exprimé la conviction populaire que les Marines devraient soutenir les Marines et que le Corps ne devrait pas financer une capacité de guerre spéciale qui ne soutiendrait pas les opérations du Corps. Cependant, la résistance au sein du Corps des Marines s'est dissipée lorsque le commandement des Marines a dû regarder les «joyaux de la couronne» du Corps (les 15e et 26e MEU (Special Operations Capable) ne pas être employés lors des premières étapes de l'opération Enduring Freedom. Après une période de développement de trois ans, le Marine Corps a accepté en 2006 de fournir une unité de 2 700 hommes, le Marine Forces Special Operations Command (MARSOC), qui répondrait directement à l'USSOCOM. 

### Commandement des opérations spéciales des Marines

Le Marine Special Operations Command est la composante des opérations spéciales du Marine Corps qui relève du Commandement des opérations spéciales des États-Unis (USSOCOM). Actuellement le MARSOC forme, organise, équipe et, sur ordre de l'USSOCOM, déploie, des forces d'opérations spéciales organisées, évolutives et réactives du Corps des Marines des États-Unis dans le monde entier à l'appui des commandants d'autres agences. 
Le MSOAG, anciennement FMTU, fonctionne depuis 2005, avant que le MARSOC n'existe officiellement. Le MARSOC a été officiellement créé lors d'une cérémonie le 24 février au Camp Lejeune, NC, où il est établi. La Fox Company, 2nd Marine Special Operations Battalion, fut la première des compagnies des Marine Special Operations Battalions à être créée au printemps 2006. Tirant ses effectifs du noyau de la 2e Force Reconnaissance Co., la création de la Fox Company s'est faite aux dépens de la 2e Force Reconnaissance Co., qui a abandonné le transfert de ses pelotons au 2e bataillon des opérations spéciales marines du MARSOC et à une nouvelle compagnie (Delta) du 2e bataillon de reconnaissance. 
- Une équipe de combat est l'élément de base du Régiment d'opérations spéciales de la marine. Comme les équipes de combat dans l'infanterie, les équipes de combat MSOR se composent de quatre Marines; un chef d'équipe / grenadier, un servant d'arme automatique, un adjoint d'arme automatique et un fusilier.
- Une équipe d'opérations spéciales marines (MSOT) est composée de trois équipes de combat, en plus d'un capitaine en tant que chef d'équipe, d'un opérateur radio et d'un corpsman de la Marine.
- Une compagnie d'opérations spéciales des Marines (MSOC) est composée de quatre MSOT et commandée par un major.
- Un bataillon d'opérations spéciales des Marines est composé de quatre COSM et commandé par un lieutenant-colonel.

Les trois bataillons d'opérations spéciales des Marines (MSOB) sont: 
- 1er bataillon des opérations spéciales des Marines au camp Pendleton, en Californie.
- 2e bataillon des opérations spéciales des Marines au camp Lejeune, Caroline du Nord.
- 3e bataillon des opérations spéciales des Marines au camp Lejeune, Caroline du Nord.

Le MARSOC comprend également un groupe de soutien aux opérations spéciales maritimes (SOSG) qui forme, équipe, structure et fournit des forces maritimes spécialement qualifiées, y compris la logistique opérationnelle, le renseignement et les équipes cynotechniques polyvalentes, les équipes d'appui-feu et de soutien aux communications afin de soutenir les missions d'opérations spéciales dans le monde entier sous commandement du US Marine Corps Forces Special Operations Command (COMMARFORSOC).

### Marine Corps (Special Operations Capable) forces
Les "forces capables d'opération spéciales" sont les unités du Corps des Marines qui sont entièrement équipées et préparées pour toute hostilité ou urgence dans le monde entier. Étant très dépendants de la force opérationnelle air-sol, elles sont capables d'effectuer des opérations spéciales pendant des opérations de guerre conventionnelle. De nombreuses missions spéciales sont principalement des unités de soutien à l'infanterie, telles que la reconnaissance, l'ANGLICO et d'autres.

## Voir également
- Liste des forces expéditionnaires du Corps des Marines des États-Unis
  - Liste des divisions du Corps des Marines des États-Unis
    - Liste des régiments du Corps des Marines des États-Unis
      - Liste des bataillons du Corps des Marines des États-Unis

  - Liste des escadres d'aéronefs du Corps des Marines des États-Unis
    - Liste des groupes aériens du Corps des Marines des États-Unis
      - Liste des escadrilles aériennes du Corps des Marines des États-Unis actifs
      - Liste des escadrilles aériennes du Corps des Marines des États-Unis inactifs
      - Liste des unités d'appui à l'aviation du Corps des Marines des États-Unis
- Liste des groupes logistiques du Corps des Marines des États-Unis
- Liste des brigades du Corps des Marines des États-Unis
- Liste des unités expéditionnaires maritimes
- Quartier général du Marine Corps
- Marine Intelligence Intelligence Command